# Le Haut-Bréda
Le Haut-Bréda – gmina we Francji, w regionie Owernia-Rodan-Alpy, w departamencie Isère. W 2013 roku liczba ludności wynosiła 441 mieszkańców. Na jej obszarze swoje źródła ma rzeka Bréda. 
Gmina została utworzona 1 stycznia 2019 roku z połączenia dwóch ówczesnych gmin: La Ferrière oraz Pinsot. Siedzibą gminy została miejscowość La Ferrière. 